# Glize 581 c
Glize 581 c (Gliese 581 c) je vansolarna planeta u sistemu zvezde Glize 581 u sazviježđu Vage. 
Ova planeta je najsličnija planeti Zemlji od svih do sada otkrivenih. Otkrivena je 26. aprila 
2007. godine. Putanja oko njenog Sunca je puno kraća. Naime, planeta je čak 14 puta bliža Suncu (crvenom patuljku), koje je puno bleđe i manje od našeg Sunca. Zbog toga jedna godina traje 13 dana.
Planeta 581 c se nalazi u, tzv. nastanjivoj zoni, oko ultralakog crvenog patuljka Gliese 581 (Gl 581), za kojeg se čini da je dom još dve planete. 
Prosečna temperatura te „Superzemlje“ je između 0 i 40 °C, što omogućava postojanje vode u tekućem stanju na njenoj površini. Prečnik novootkrivene planete je oko 1,5 puta veći nego prečnik planete Zemlje.
Sve otkrivene planete do sada su imale tzv. Problem zlatokose: ili su bile prevruće, ili prehladne, ili jednostavno prevelike i gasovite, kao nenastanjivi Jupiter.

## Literatura
- Dennis Overbye (12. 6. 2007). „A Planet Is Too Hot for Life, but Another May Be Just Right; So much for the Goldilocks planet.”. New York Times. Приступљено 11. 07. 2009.

- „Astronomers Find First Earth-like Planet in Habitable Zone”. European Southern Observatory. 25. 04. 2007. Архивирано из оригинала 28. 08. 2008. г. Приступљено 20. 06. 2008.
- „New 'super-Earth' found in space”. BBC News. 25. 04. 2007. Приступљено 20. 06. 2008.
- Than, Ker (24. 04. 2007). „Major Discovery: New Planet Could Harbor Water and Life”. SPACE.com. Приступљено 20. 06. 2008.
- Hazel Muir (25. 4. 2007). „'Goldilocks' planet may be just right for life”. NewScientistSpace. Архивирано из оригинала 05. 07. 2008. г. Приступљено 08. 10. 2012.

- „Astronomers find first habitable Earth-like planet”. Scientificblogging.com. 24. 4. 2007. Архивирано из оригинала 16. 03. 2009. г. Приступљено 08. 10. 2012.

- „Found 20 light years away:the new Earth”. Daily Mail. 26. 4. 2007.

- Ian Sample (24. 4. 2007). „'Second Earth' may mean we're not alone”. The Hindu. Архивирано из оригинала 06. 06. 2009. г. Приступљено 08. 10. 2012.

- J. R. Minkle (24. 4. 2007). „All Wet? Astronomers Claim Discovery of Earth-like Planet”. Scientific American.

- „Distant planet judged possibly habitable”. World Science. 23. 4. 2007. Архивирано из оригинала 26. 04. 2009. г. Приступљено 08. 10. 2012.

- ANI (23. 4. 2007). „First habitable Earth like planet outside Solar System discovered”. DailyIndia.com. Архивирано из оригинала 27. 04. 2007. г. Приступљено 08. 10. 2012.
- „Artist conceptions of extrasolar planet Gliese 581 c”. Cosmographica. Приступљено 20. 06. 2008.
- „The Neighbor: Gliese 581c”. The Geochemical Society. Архивирано из оригинала 27. 12. 2007. г. Приступљено 06. 12. 2007.
- „Red, Willing, and Able: 2001 New Scientist article on types of planets likely to be around red dwarf stars”. KenCroswell.com. Приступљено 20. 06. 2008.
- „Sunrise from the Surface of Gliese 581c”. NASA. Astronomy Picture of the Day. 02. 05. 2007. Архивирано из оригинала 23. 05. 2008. г. Приступљено 20. 06. 2008.